# Olimpico 2008
Olimpico 2008 è un DVD di Luciano Ligabue uscito nel 2012 in edicola, e documenta il concerto che ha tenuto allo Stadio Olimpico di Roma (dove fu registrato il DVD Fuori come va? Tour - Roma stadio Olimpico del 2003) il 18 luglio 2008.

## Band
- Federico Poggipollini: chitarra
- Niccolò Bossini: chitarra
- Josè Fiorilli: tastiere
- Kaveh Rastegar: basso
- Michael Urbano: batteria

## Tracce
1. Certe notti
2. Il centro del mondo
3. Quella che non sei
4. I "ragazzi" sono in giro
5. Ho messo via
6. Tutti vogliono viaggiare in prima
7. Ho ancora la forza
8. Questa è la mia vita
9. Il giorno dei giorni
10. Il mio pensiero
11. A che ora è la fine del mondo?
12. Leggero
13. Libera nos a malo
14. Niente paura
15. Le donne lo sanno
16. Medley: Vivo morto o X /Lambrusco & pop corn /Con queste facce qui
17. Non è tempo per noi
18. Piccola stella senza cielo
19. Happy Hour
20. Urlando contro il cielo
21. Tra palco e realtà
22. Balliamo sul mondo
23. Buonanotte all'Italia

- Intervista a Luciano Ligabue.